# Emam-Theologisches Seminar
Emam-Theologisches Seminar (persisch مدرسه امام Madresse ye Emam, IPA:  [mædɾɛsɛ jɛ ɛmɑm]) ist ein historisches theologisches Seminar in der iranischen Stadt Kaschan. Es stammt aus der Ära Fath Ali Schahs.
Das Seminar wurde zwischen 1806 und 1814 auf den Befehl von Hossein Chan Sadr-e-Azam und unter der Aufsicht von Mirsa Abolghassem Esfahani gebaut. Der Eingang des Seminars wurde mit Keramikfliesen dekoriert. Ihr großer Hof ist rechteckig. Um den Hof gibt es 52 Zimmer. An der Nord- und Südseite des Hofes existieren zwei große Säle zum Unterrichten und für die Diskussionen der Studenten. Jeder Saal hat sein eigener Flur, der zum Hinterhof führt. Jeder Hinterhof hat drei Zimmer mit einem Kellergeschoss und hohe Badgire. An der Westseite des Hofes und gegenüber dem Eingang existiert ein großer großartiger Iwan. Von der Inschrift an der Decke des Iwans bis zum Fußboden wurde es mit Haftrang-Keramikfliesen dekoriert. Die Kuppel der Moschee ist zweischichtig und wurde mit Ziegeln gebaut. Die Höhe der inneren Schicht der Kuppel ist 27 m.